# Isla Vetka
Isla Vetka  (en bielorruso: выспы Ветка) es una isla en el río Sozh cerca del pueblo bielorruso de Vetka. La isla es conocida por una gran comunidad de antiguos creyentes, que vivió allí durante mucho tiempo entre los siglos 18 y 19. Después de ese tiempo la comunidad fue destruida por el Estado ruso, que gobernó Bielorrusia durante muchos años, sin embargo,  los antiguos Creyentes tuvieron que avanzar más hacia el Oeste, en Moldavia, Rumania y Austria, para evitar la interferencia de las autoridades rusas.